# FC Manu Laeva
FC Manu Laeva is een Tuvaluaans voetbalclub uit Nukulaelae.
De club speelt zijn thuiswedstrijden net zoals elke club in Tuvalu op het Tuvalu Sports Ground. En is net als alle Tuvaluaans voetbalclubs een amateurclub. Ze hebben ook een B team, en een vrouwenelftal.

## Geschiedenis
Manu Laeva is opgericht in de jaren tachtig. Toen was hun naam Tavakisa, en het B team hete Young Kisa. In 1998 veranderde ze die naam in manu Laeva A en Manu Laeva B. In 1998 en 2011 wonnen ze hun eerste prijzen. Manu Laeva won 6-0 tegen FC Nanumaga bij de Tuvalu KnockOut Cup in 1998. Van alle teams wonnen ze de Tuvalu Games het meeste, drie keer wonnen ze die prijs, 2008, 2009 en 2011. In 2011 wonnen ze twee prijzen.

## Erelijst
Nationaal
- Tuvalu KnockOut Cup
  - Winnaar (2): 1998, 2001

- Independence Cup voor BuitenTeams Eilanden

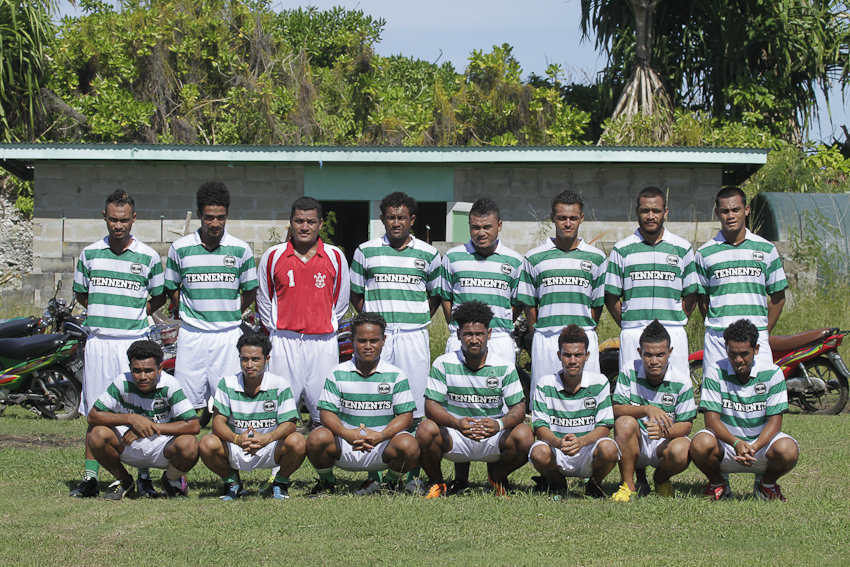
Manu Laeva A

  - Winnaar (1): 2009

- Independence Cup
  - Winnaar (1): 2011
  - Runner up (3):1988, 1990, 2003

- Tuvalu Games
  - Winnaar (3): 2008, 2009, 2011

## Selectie Manu Laeva A 2012
| Nr. |                 | Positie | Speler          |
| --- | --------------- | ------- | --------------- |
|     | Vlag van Tuvalu | DM      | Jelly Selau     |
|     | Vlag van Tuvalu | DM      | Semi Tafia      |
|     | Vlag van Tuvalu | V       | Joshua Tepaolo  |
|     | Vlag van Tuvalu | V       | Kilo Lusama     |
|     | Vlag van Tuvalu | V       | Peleuila Mauali |
|     | Vlag van Tuvalu | V       | Tausau Lopati   |
|     | Vlag van Tuvalu | M       | Vaisua Liva     |
|     | Vlag van Tuvalu | M       | Okilani Tinilau |
|     | Vlag van Tuvalu | M       | Moeava Mausalii |

| Nr. |                 | Positie | Speler            |
| --- | --------------- | ------- | ----------------- |
|     | Vlag van Tuvalu | M       | Akelei Lima'alofa |
|     | Vlag van Tuvalu | M       | Tataa Luke        |
|     | Vlag van Tuvalu | M       | Talofou Iosefa    |
|     | Vlag van Tuvalu | M       | Mauga Silifa      |
|     | Vlag van Tuvalu | M       | Telava Folitao    |
|     | Vlag van Tuvalu | A       | Epati Laipe       |
|     | Vlag van Tuvalu | A       | Suega Tonise      |
|     | Vlag van Tuvalu | A       | Sio Silitone      |

#### Manu Laeva B
Manu Laeva B is het tweede elftal van Manu Laeva. Het team bestaat uit jonge of oude spelers waarvan sommige nog niet de doorbraak maakten naar Manu Laeva A.

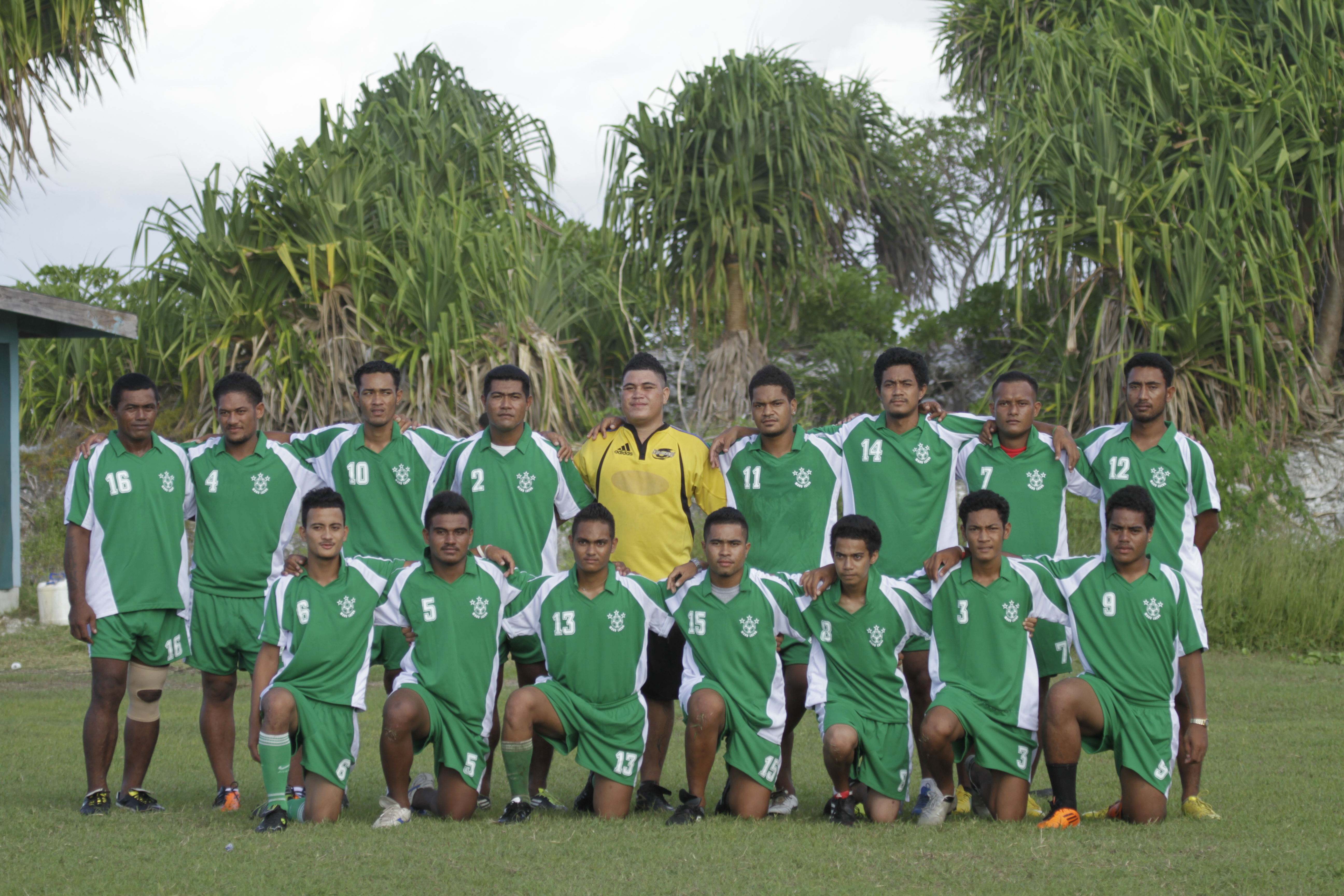
Manu Laeva B

##### Selectie
| Nr. |                 | Positie | Speler           |
| --- | --------------- | ------- | ---------------- |
| 1   | Vlag van Tuvalu | DM      | Leiatu Vuli      |
| 2   | Vlag van Tuvalu | V       | Metia Lotoala    |
| 3   | Vlag van Tuvalu | V       | Tapuaiga John    |
| 4   | Vlag van Tuvalu | V       | Tukai Vaela      |
| 5   | Vlag van Tuvalu | V       | Isamaeli Niu     |
| 6   | Vlag van Tuvalu | M       | Ameti Seneta     |
| 7   | Vlag van Tuvalu | M       | Olaga Seneta     |
| 8   | Vlag van Tuvalu | M       | Alamoana Tofuola |

| Nr. |                 | Positie | Speler           |
| --- | --------------- | ------- | ---------------- |
| 9   | Vlag van Tuvalu | A       | Malofou Suamalie |
| 10  | Vlag van Tuvalu | A       | Tafusi Tempesi   |
| 11  | Vlag van Tuvalu | A       | Tito Tinilau     |
| 12  | Vlag van Tuvalu | A       | Vagalia Hosea    |
| 13  | Vlag van Tuvalu | A       | Pitoi Fiavaai    |
| 14  | Vlag van Tuvalu | A       | Nuku'alofa Teake |
| 15  | Vlag van Tuvalu | A       | Peati Mailagi    |
| 16  | Vlag van Tuvalu | A       | Fakailoga Pule   |

## Trainers
- 1998  Ioane Peleti
- ?-2012  Fiafiaga Lusama
- 2012-  Rebery Pasene

## Bekende (oud-)spelers
- Starchel Soloseni
- Timo Moulogo
- Samasoni Mapusaga
- Fasitua Galu
- Haueia Vaaia